# Mistrovství Evropy v zápasu ve volném stylu 1934
Mistrovství Evropy v zápasu ve volném stylu mužů proběhl v Stockholmu (Švédsko).  

## Muži
| Kategorie | Zlato              | Stříbro         | Bronz           |
| --------- | ------------------ | --------------- | --------------- |
| 56 kg     | Márton Lőrincz     | Hermann Fischer | Herman Tuvesson |
| 61 kg     | Kustaa Pihlajamäki | Hans Wittwer    | Ferenc Tóth     |
| 66 kg     | Wolfgang Ehrl      | Anders Swansson | Abraham Kurland |
| 72 kg     | Jean Földeák       | Thure Andersson | Károly Kárpáti  |
| 79 kg     | Ivar Johansson     | Elis Wecksten   | Fritz Neuhaus   |
| 87 kg     | Knut Fridell       | Edvard Virág    | Karl Engelhardt |
| +87 kg    | Thure Sjöstedt     | Josef Klapuch   | Hjalmar Nyström |